# Heorhiy Maiboroda
Heorhiy Ilarionovych Maiboroda (1er décembre 1913, Krementchouk - 6 décembre 1992, Kiev) est un compositeur ukrainien.

## Biographie
Son jeune frère Platon Maiboroda (1918-1989) est aussi un compositeur. Heorhiy Maiboroda étudie la musique à l'Institut R. Glière de Kiev, où il a pour professeur Levko Revutsky. Il y enseigne ensuite de 1952 à 1958. 
Il a composé plusieurs opéras, quatre symphonies, des poèmes symphoniques, une suite d'après Le Roi Lear de Shakespeare, un concerto pour piano et un concerto pour violon, ainsi que des mélodies.
Il a reçu le prix national Taras Chevtchenko en 1963.

## Œuvres
Opéras
- Mylana (1957)
- Arsenal (1960)
- Taras Shevchenko (1964)
- Yaroslav Mudriy (1973)

Symphonies
- Symphonie n° 1 (1940)
- Symphonie n° 2 en ré majeur "printemps" (1953)
- Symphonie n° 3 "été" (1976)
- Symphonie n° 4 "automne" (1989)